# Zdjęcia Ginger
Zdjęcia Ginger (ang. Ginger Snaps) – kanadyjski horror filmowy z 2000 roku w reżyserii Johna Fawcetta. Film doczekał się kontynuacji, Zdjęć Ginger II (2004), i prequela, Zdjęć Ginger III: Początku (2004).
Oryginalny tytuł filmu to kalambur angielskiego terminu „gingersnap” (pol. piernik).

## Opis fabuły
Film opowiada o dwóch siostrach: szesnastoletniej Ginger i piętnastoletniej Brigitte. Dziewczyny fascynują się śmiercią, robią sobie zdjęcia, na których pozorują własne zgony. Siostry nie mają żadnych przyjaciół. Pewnego dnia dziewczyny wybierają się nocą do lasu, by upozorować śmierć psa nielubianej Triny. Ginger w lesie zostaje pogryziona przez wilkołaka. Z ciałem Ginger dzieje się coś dziwnego. Dostaje okresu, staje się agresywnie atrakcyjna. Brigitte, zauważywszy te zmiany, obwieszcza Ginger, że ta staje się wilkołakiem, lecz Ginger całkowicie ignoruje siostrę i zaczyna się z nią kłócić. Ginger zauważa zmiany dopiero wówczas, gdy sprawy zachodzą już za daleko. W Ginger rośnie chęć mordu. Brigitte musi powstrzymać siostrę.

## Obsada
- Katharine Isabelle – Ginger
- Emily Perkins – Brigitte
- Kris Lemche – Sam
- Jesse Moss – Jason
- Danielle Hampton – Trina
- Peter Keleghan – pan Wayne
- John Bourgeois – Henry
- Mimi Rogers – Pamela
- Christopher Redman – Ben
- Jimmy MacInnis – Tim
- Lucy Lawless – głos